# Liolaemus parthenos
Liolaemus parthenos — вид ігуаноподібних ящірок родини Liolaemidae. Ендемік Аргентини. Описаний у 2016 році.

## Поширення і екологія
Liolaemus parthenos відомі з типової місцевості, розташованої поблизу водосховища на річці Атуель в департаменті Сан-Рафаель в провінції Мендоса. Вони живуть на піщаних дюнах, на висоті від 1305 до 1600 м над рівнем моря. Вид демонструє партеногенез.